# Circulaires Marcellin-Fontanet
Les circulaires Marcellin-Fontanet sont un ensemble de circulaires adressées en 1972 par le ministre de l'Intérieur, Raymond Marcellin, et le ministre de l'Emploi, Joseph Fontanet, afin de réguler les immigrations en France dans le cadre de la crise économique des années 1970. Elles régulent et codifient l'entrée et le séjour des travailleurs étrangers en France. Elles limitent les régularisations a posteriori, unifient les cartes de séjour et de travail et précarisent de ce fait la situation des travailleurs étrangers en France.

## Contexte
Depuis 1945, c'était l'Office national de l'immigration (ONI) qui avait la charge et le monopole de la gestion des flux d'immigration. Cependant, la lourdeur administrative de cette institution était telle que la majorité des travailleurs étrangers passaient par d'autres canaux pour entrer en France et se faisaient régulariser a posteriori une fois entré dans le pays. Cette pratique de régularisation postérieure a été officialisée par l’État en 1956. Cette immigration a clandestine a de fait été encouragée par l’État français dans la mesure où les grands projets des Trente Glorieuses appelaient une main-d’œuvre que le marché du travail français ne suffisait pas à combler.
Cependant, à partir de 1968, la récession commence. Elle se traduit notamment par l'application de la circulaire Massenet en 1968. Celle-ci exclut les régularisations dans les branches d'activités excédentaires, mais elle n'est pas appliquée systématiquement. A la suite de cela, le VIe Plan (1971-1975) défend une régularisation plus stricte de l'immigration. Les immigrés sont les premiers concernés par la crise de l'emploi dans la mesure où ils sont majoritairement employés dans des métiers peu ou pas diplômés, or ce sont ces postes qui sont les premiers touchés par le chômage.

## Circulaires
Les circulaires sont adressées le 24 janvier 1972 par Raymond Marcellin, ministre de l'Intérieur pour la première, et le 23 février 1972 par Joseph Fontanet, ministre de l'Emploi, pour la seconde. Ces circulaires réaffirment le monopole de l'ONI quant à l'entrée des travailleurs étrangers en France afin d'éviter les flux clandestins et les régularisations a posteriori. Cela s'accompagne d'une procédure dite de compensation afin de garantir aux étrangers entrant des droits sociaux minimaux. L'employeur en recherche d'emploi doit déposer l'offre de travail à l'Agence nationale pour l'emploi (ANPE) pour s'assurer d'abord que le marché du travail français ne peut pas répondre à sa demande. L'employeur doit par ailleurs remplir une attestation de logement par laquelle il s'engage à procurer au travailleur un logement répondant à certaines conditions d'hygiène. Cette disposition précarise en fait la situation des travailleurs étrangers, car elle lie le séjour et le travail : la perte de l'emploi signifie une perte du logement et de l'autorisation de séjour.
La procédure de régularisation est maintenue mais considérablement réduite : elle ne peut plus concerner les étrangers entrés comme touristes qui demandent un emploi de manœuvre, d'ouvrier spécialisé, ou une profession excédentaire en main-d’œuvre. Par ailleurs, ces mêmes candidats à la régularisations doivent voir leur offre d'emploi proposée à l'ANPE et avoir une attestation de l'employeur qui leur fournisse un logement décent, comme pour la procédure d'introduction.
La délivrance de la carte de séjour est subordonnée à l'emploi de l'étranger : il doit être en mesure de présenter un contrat de travail d'une durée de un an et d'une attestation de logement. Par ailleurs, les titres de séjour et de travail sont reliés : ils ont la même durée et la perte de l'un entraîne la perte de l'autre.

## Protestations

### Manifestations et grèves
À la suite de ces circulaires, un grand nombre de manifestations de travailleurs sans papiers eurent lieu en protestation. Dès le 7 février 1972 la CGT et la CFDT lancent une semaine d'information sur l'égalité des droits entre travailleurs étrangers et Français. S'ensuit une longue vague de grève, on peut notamment citer la grève de l'usine Pennaroya de Lyon en février ou la grève des éboueurs de Paris en décembre.
Ces revendications furent étroitement liées à celles des travailleurs expulsés. Le 6 novembre 1972, Saïd Bouziri et trois autres immigrés menacés d'expulsions commencent une grève de la faim en protestation. C'est la première grève de la faim d'immigrés depuis la guerre d'Algérie. C'est le début d'une vague de grèves de la faim menées surtout par des Tunisiens - principale nationalité à être touchée, avant d'être rejoints par d'autres nationalités minoritaires. Ces grèves sont soutenues par un certain de nombre de personnalités intellectuelles françaises comme Gilles Deleuze, Michel Foucault, Jean-Paul Sartre, etc. Le 14 décembre une vingtaine d'ouvriers tunisiens de Valence commencent une autre grève de la faim, le 29 décembre cinq personnes en commencent une autre à la Ciotat dans la chapelle Sainte-Anne, un Algérien fait de même dans l'église Saint-Théodore de Marseille. Le 30 décembre ce sont trois Tunisiens à Paris dans les locaux de la CFDT, ils sont régularisés par le gouvernement grâce à l'action du syndicat. A Toulon, ils sont cinq Tunisiens du 5 au 16 février, à Nice ils sont onze dans la paroisse Notre-Dame de Cimiez. Ces grèves de la faim se multiplient donc dans toute la France et si elles sont d'abord des mouvement individuels contre des expulsions, elles s'orientent ensuite avec la revendication de l'abrogation des circulaires Marcellin-Fontanet. Les grèves de la faim sont aussi l'occasion de départs de grèves et de manifestations. Par exemple, 66 grévistes occupent l'église Saint-Aubin à Toulouse le 24 février 1973. Ces grèves sont généralement liées à des grèves de la faim de masse.
Le 21 mars une déclaration signée par une dizaine d'associations - parmi lesquelles la Cimade, le Fasti, le Gisti ou le Mrap - appelle à l'annulation des circulaires. Le CVDTI organise ensuite le 31 mars une manifestation parisienne, en tête de laquelle on retrouve Michel Foucault et Claude Mauriac. Cette même association est aussi responsable d'un meeting le 1er avril 1973 à la Mutualité avec des délégations venues de tout le pays.

### Recours en justice et annulations
Antonio Da Silva, travailleur portugais, a déposé deux recours devant le Conseil d’État le 5 février 1973. Il était soutenu par le GISTI (Groupe d'Information et de Soutien des Travailleurs Immigrés)  - créé pour l'occasion - et par son avocat Philippe Waquet. La CFDT a aussi déposé un recours devant le Conseil d’État.
Le Conseil d’État a reconnu les recours en 1975 et est revenu sur les deux circulaires par l'arrêt Da Silva et CFDT du 13 janvier. Trois dispositions essentielles sont annulées. Il n'est plus obligatoire d'annexer au contrat de travail une obligation de logement (il ne relevait pas de la compétence des ministres d'ajouter cette disposition prévue dans aucun texte législatif ni réglementaire). La carte de travail ne peut plus être remplacée par le contrat de travail la première année de séjour (le ministère du Travail n'est pas compétent sur cette mesure). Le Conseil d’État lève enfin l'interdiction donnée aux préfets de régulariser les travailleurs étrangers entrés en France en dehors de la mesure d'introduction prévue par les textes.
Cependant, Giscard d'Estaing suspend en 1974 l'immigration de Travail et rend de ce fait cet arrêt obsolète en certains points.

## Circulaires Gorse
Les circulaires Gorse sont adressées le 13 juin 1973 et suspendent provisoirement l'exécution de la circulaire Fontanet. Elles accordent un délai pour que les étrangers entrés en France avant le 1er juin 1973 puisse régulariser leur situation. Entre 35 000 et 50 000 personnes ont bénéficié de cette mesure